# Championnat de Lettonie féminin de basket-ball
Le championnat de Lettonie de basket-ball féminin (en letton Latvijas Sieviešu basketbola līga) est une compétition de basket-ball qui représente en Lettonie le sommet de la hiérarchie du basket-ball féminin.

## Historique

### Palmarès
- 1992 : TTT Riga
- 1993 : TTT Riga
- 1994 : Arkādija/RTU
- 1995 : TTT Riga
- 1996 : Arkādija/RTU
- 1997 : RTU Klondaika
- 1998 : RTU Klondaika
- 1999 : TTT/Rapa
- 2000 : RTU Klondaika
- 2001 : TTT Riga
- 2002 : TTT Riga
- 2003 : TTT Riga
- 2004 : TTT Riga
- 2005 : TTT Riga
- 2006 : BK Avantis-Turība Riga
- 2007 : TTT Riga
- 2008 : TTT Riga
- 2009 : SK Cēsis
- 2010 : TTT Riga
- 2011 : TTT Riga
- 2012 : SK Cēsis
- 2013 : SK Cēsis
- 2014 : TTT Riga
- 2015 : TTT Riga
- 2016 : TTT Riga
- 2017 : TTT Riga
- 2018 : TTT Riga
- 2019 : TTT Riga